# 小行星73640
小行星73640（73640 Biermann），天文學臨時編號1977 RM，是一個位於小行星帶的小行星。由德國天文學家漢斯-埃米爾·舒斯特於1977年9月5日在歐洲南方天文台發現。
該小行星以德國天文學家路德维希·比爾曼命名。

## 外部連結
- JPL Small-Body Database Browser on 73640 Biermann （页面存档备份，存于）

| 前一小行星： (73639) 1977 EL7 | 小行星列表 | 後一小行星： (73641) 1977 UK3 |